# Yanco
Yanco – miasto w Australii, w stanie Nowa Południowa Walia.